# Герой-любовник
Герой-любовник (также первый любовник) — сценическое амплуа, изображающее красивого, благородного и умного молодого мужчину, который согласно сюжету любит или является предметом любви. В России XIX века, когда труппа составлялась по амплуа, она часто включала двух героев-любовников (первого и второго); кроме них амплуа «любовников» включали «салонных» — фатов — и «рубашечных» любовников. Рубашечный любовник должен был изображать героя из «неблагородных» слоёв (купцов, мещан), выделение этого амплуа пришло с популярностью пьес Островского.
Примером героя-любовника в кинематографе в 1940—1950-х годах является Жерар Филип и Жан Маре.